# Външна политика на България
Като цяло България е в добри отношения със съседите си и се е доказала като конструктивен фактор на Балканите. Привърженик на регионалната стабилност, България е домакин на среща на външните министри от Югоизточна Европа през юли 1996 и на конференция на ОССЕ за сътрудничеството в Черно море през ноември 1995. България участва и в срещата на военните министри от Южните Балкани в Албания през 1996. Активна е в Инициативата за сътрудничество в Югоизточна Европа.
Поради близките им исторически, културни и икономически връзки, България се стреми към взаимно-изгодни отношения с Русия, от която е силно зависима като източник на енергийни доставки. След спорадични преговори (над 10 години) между Гърция, България и Русия в началото на 2007 г. е сключен договор за строителство на нефтопровод от Бургас на Черно море до Александруполис на Егейско море за транспортиране на руски петрол.
Първият акт на независима външна политика след началото на демократичните промени е присъединяването на България към коалицията за освобождаването на Кувейт от иракска окупация и решението на VII велико народно събрание от 1990 за изпращане на ограничен военен контингент в района на Персийския залив.
Процесът на присъединяване на страната към ЕС започва с решението на VII ВНС за пълноправно членство на България в съюза (тогава Европейски общности), прието на 22 декември 1990 г. Споразумението за асоцииране на България с Европейския съюз влиза в сила през 1994 и страната официално подава молба за пълно членство през декември 1995. През 1999 на срещата на най-високо равнище на ЕС в Хелзинки България е поканена да започне преговори за членство в Съюза. Те са завършени през 2004 и 1 януари 2007 е определен като дата за приемане на България в Европейския съюз.
През 1996 България се присъединява към Споразумението от Васенаар за контрол на износа на оръжие и чувствителни технологии за проблемни страни. През същата година тя е приета в Световната търговска организация. България е член и на Комитета Зангер и на Групата на ядрените доставчици.
През 1994 България се присъединява към инициативата на НАТО Партньорство за мир. След период на протакане през март 1997 временно правителство на Стефан Софиянски подава молба за пълно членство в НАТО. На срещата на най-високо равнище на НАТО в Прага през 2002 България е поканена да се присъедини към Алианса, което става реалност през април 2004. Водят се преговори със САЩ за възможно разполагане на американски военни бази и тренировъчни лагери в България като част от плана за преструктуриране на американската армия.
На 22 февруари 1999 България и Северна Македония подписват Съвместна декларация, която фиксира договорените между двете страни основополагащи принципи на добросъседските отношения. Декларацията е препотвърдена със съвместен меморандум подписан на 22 януари 2008 в София, както и с Договора за приятелство, добросъседство и сътрудничество между двете страни, подписан на 1 август 2017 г.
През 2003 България е избрана за непостоянен член на Съвета за сигурност на ООН. През следващите месеци, заедно с Великобритания и Испания, тя е един от най-близките съюзници на САЩ в Съвета по време на кризата в Ирак. През 2004 България председателства ОССЕ.
През март 2006 са завършени преговорите за разполагане на американски военни бази на българска територия. Следва ратифицирането на договора от двете страни. Очаква се американските войници да пристигнат в България най-рано през 2007 г.
България участва в управлението, изследването и усвояването на Антарктика, като се присъединява към Антарктическия договор през 1978, от 1993 има своя научна база, а от 1998 е консултативна (пълноправна) членка по договора.

## Външна политика на България по региони и страни

### В Европа
- Отношения между Австрия и България
- Отношения между Албания и България
- Отношения между Андора и България
- Отношения между Азербайджан и България
- Отношения между Армения и България
- Отношения между Белгия и България
- Отношения между Босна и Херцеговина и България
- Отношения между Беларус и България
- Отношения между България и Великобритания
- Отношения между България и Ватикана
- Отношения между България и Гърция
- Отношения между България и Германия
- Отношения между България и Грузия
- Отношения между България и Дания
- Отношения между България и Естония
- Отношения между България и Кипър
- Отношения между България и Косово
- Отношения между България и Испания
- Отношения между България и Италия
- Отношения между България и Ирландия
- Отношения между България и Исландия
- Отношения между България и Латвия
- Отношения между България и Литва
- Отношения между България и Лихтенщайн
- Отношения между България и Люксембург
- Отношения между България и Малта
- Отношения между България и Монако
- Отношения между България и Нидерландия
- Отношения между България и Норвегия
- Отношения между България и Полша
- Отношения между България и Португалия
- Отношения между България и Румъния
- Отношения между България и Русия
- Отношения между България и Сърбия
- Отношения между България и Сан Марино
- Отношения между България и Словения
- Отношения между България и Словакия
- Отношения между България и Турция
- Отношения между България и Таджикистан
- Отношения между България и Туркменистан
- Отношения между България и Унгария
- Отношения между България и Узбекистан
- Отношения между България и Украйна
- Отношения между България и Финландия
- Отношения между България и Франция
- Отношения между България и Чехия
- Отношения между България и Швейцария
- Отношения между България и Швеция